# Trolleybus de Lucerne
Les trolleybus de Lucerne (en alémanique : Trolleybussystem Luzern) font partie du réseau de transports en commun de l'agglomération de Lucerne, en Suisse. Mis en service en 1941, le réseau de trolleybus a graduellement remplacé l'ancien tramway de Lucerne.

## Lignes
| Ligne | Parcours                                       | Arrêts  | Temps de parcours | Course | Genre              | Matériel roulant                |
| ----- | ---------------------------------------------- | ------- | ----------------- | ------ | ------------------ | ------------------------------- |
| 1     | Obernau, Dorf – Buchrain                       | 27 / 27 | 7,5 Minuten       | 9      | Ligne centrale     | Trolleybus bi articulé "Erster" |
| 2     | Emmen Sprengi – Bahnhof Luzern                 | 16 / 17 | 7,5 Minuten       | 8      | Ligne radiale      | Trolleybus bi articulé          |
| 4     | Hubelmatt – Luzern Bahnhof                     | 09 / 09 | 10 Minuten        | 3      | Ligne radiale      | Trolleybus                      |
| 5     | Kriens, Busschleife – Emmenbrücke, Bahnhof Süd | 20 / 21 | 7.5 / 15 Minuten  | 7      | Ligne tangentielle | Trolleybus                      |
| 6     | Matthof – Büttenenhalde                        | 23 / 24 | 10 / 15 Minuten   | 7      | Ligne centrale     | Trolleybus                      |
| 7     | Horw, Biregghof – Unterlöchli                  | 23 / 24 | 7,5 / 15 Minuten  | 7      | Ligne centrale     | Trolleybus                      |
| 8     | Hirtenhof – Würzenbach                         | 19 / 20 | 10 / 15 Minuten   | 6      | Ligne centrale     | Trolleybus bi articulé          |

## Matériel roulant
| Image | Numéros.         | Quantité | Fabriquant          | Courant | Type       | Configuration | Plancher bas | Construit en                 |
| ----- | ---------------- | -------- | ------------------- | ------- | ---------- | ------------- | ------------ | ---------------------------- |
|       | 201–226          | 26       | Hess                | Kiepe   | BGT-N2C    | Articulé      | oui          | 2004–2009                    |
|       | 231–233          | 03       | Hess                | Kiepe   | BGGT-N2C   | Bi-articulé   | oui          | 2006                         |
|       | 234–242          | 09       | Hess                | Kiepe   | BGGT-N2D   | Bi-articulé   | oui          | 2014                         |
|       | 252–254, 257–280 | 27       | NAW / Hess          | Siemens | BT 5-25    | Rigide        | non          | 1989 (no. 251 built 1987–88) |
|       | 301–316          | 16       | Lanz + Marti / Hess | none    | APM 5.6-13 | Remorque      | oui          | 1998–2005                    |

## Annexe